# Boiling Point
Boiling Point is een Britse film uit 2021 geregisseerd door Philip Barantini.

## Verhaal
Het is een drukke avond in het restaurant van Andy Jones. Het restaurant krijgt een bezoek van de voedsel- en warenautoriteit die het restaurant een slechte beoordeling geeft. Het is een chaotische avond in de keuken, mede door de persoonlijke problemen van Andy.

## Rolverdeling
| Acteur                 | Personage       | Opmerkingen       |
| ---------------------- | --------------- | ----------------- |
| Stephen Graham         | Andy Jones      | chef-kok          |
| Vinette Robinson       | Carly           | souschef          |
| Alice Feetham          | Beth            |                   |
| Ray Panthaki           | Freeman         |                   |
| Hannah Walters         | Emily           | banketbakker      |
| Malachi Kirby          | Tony            |                   |
| Izuka Hoyle            | Camille         |                   |
| Taz Skylar             | Billy           |                   |
| Lauryn Ajufo           | Andrea          |                   |
| Jason Flemyng          | Alastair Skye   | beroemde chef-kok |
| Lourdes Faberes        | Sara Southworth |                   |
| Daniel Larkai          | Jake            |                   |
| Robbie O'Neill         | Frank           |                   |
| Áine Rose Daly         | Robyn           |                   |
| Rosa Escoda            | Mary            |                   |
| Stephen McMillan       | Jamie           |                   |
| Thomas Coombes         | Mr. Lovejoy     |                   |
| Gary Lamont            | Dean            |                   |
| Rob Parker             | Kevin           |                   |
| Katie Bellwood         | Lizzie          |                   |
| Alex Heath             | Ollie           |                   |
| Heather Gould          | Joan            |                   |
| Gala Botero            | Sophia          |                   |
| Philip Hill-Pearson    | Mark            |                   |
| Jay Johnson            | Michael         |                   |
| Kieran Urquhart        | Tim             |                   |
| Hannah Traylen         | Holly           |                   |
| Diljohn Singh          | Krish           |                   |
| Jordan Alexandra       | Bryony          |                   |
| Shereen Walker         | Hannah          |                   |
| Precious Wura Alabi    | Emma            |                   |
| Ayanna Coleman-Potempa | Philly          |                   |
| Kimesha Campbell       | Lola            |                   |
| Gina Ruysen            | Kathryn         |                   |
| George Hawkins         | Sean            |                   |
| John McHale            | Owen            |                   |
| Caroline Garnell       | Gloria          |                   |
| Jesse Jones            | Nathan          |                   |
| Hester Ruoff           | Kelly           |                   |

## Productie
De hele film is als geheel gefilmd, een zogenaamde one shot. De camera start met opnemen aan het begin van de film en stopt pas met filmen aan het einde van de film.

## Ontvangst
The Guardian geeft aan dat ze vergeten dat ze naar een oneshotfilm aan het kijken zijn, zo goed is het in elkaar gezet. Ze geven de film 4 sterren van de maximaal 5. Rotten Tomatoes geeft het een 99% op basis van 78 reviews.